# Convocazioni per il campionato mondiale di calcio 1962
Elenco dei giocatori convocati da ciascuna Nazionale partecipante ai Mondiali di calcio 1962.
L'età dei giocatori riportata è relativa al 30 maggio 1962, data di inizio della manifestazione.

## Gruppo 1

### Unione Sovietica
Commissario tecnico:  Gavriil Kačalin
| N. | Pos. | Giocatore            | Data nascita (età)         | Pres. | Squadra         |
| -- | ---- | -------------------- | -------------------------- | ----- | --------------- |
| 1  | P    | Lev Jašin            | 22 ottobre 1929 (32 anni)  | -     | Dinamo Mosca    |
| 2  | P    | Volodymyr Maslačenko | 5 marzo 1936 (26 anni)     | -     | Lokomotiv Mosca |
| 3  | P    | Sergey Kotrikadze    | 9 agosto 1936 (25 anni)    | -     | Dinamo Tbilisi  |
| 4  | D    | Ėduard Dubinskij     | 6 aprile 1935 (27 anni)    | -     | CSKA Mosca      |
| 5  | D    | Givi Chokheli        | 27 giugno 1937 (24 anni)   | -     | Dinamo Tbilisi  |
| 6  | D    | Leonid Ostrovskij    | 17 gennaio 1936 (26 anni)  | -     | Torpedo Mosca   |
| 7  | D    | Anatolij Maslënkin   | 26 giugno 1930 (31 anni)   | -     | Spartak Mosca   |
| 8  | C    | Al'bert Šesternëv    | 20 giugno 1941 (20 anni)   | -     | CSKA Mosca      |
| 9  | C    | Nikolaj Manošin      | 6 marzo 1938 (24 anni)     | -     | Torpedo Mosca   |
| 10 | C    | Igor' Netto          | 9 gennaio 1930 (32 anni)   | -     | Spartak Mosca   |
| 11 | C    | József Szabó         | 1º marzo 1940 (22 anni)    | -     | Dinamo Kiev     |
| 12 | D    | Valerij Voronin      | 17 luglio 1939 (22 anni)   | -     | Torpedo Mosca   |
| 13 | A    | Gennadij Gusarov     | 11 marzo 1937 (25 anni)    | -     | Torpedo Mosca   |
| 14 | A    | Valentin Ivanov      | 19 novembre 1934 (27 anni) | -     | Torpedo Mosca   |
| 15 | A    | Viktor Kanevs'kyj    | 3 ottobre 1936 (25 anni)   | -     | Dinamo Kiev     |
| 16 | A    | Aleksej Mamykin      | 29 febbraio 1936 (26 anni) | -     | CSKA Mosca      |
| 17 | A    | Mikheil Meskhi       | 12 gennaio 1937 (25 anni)  | -     | Dinamo Tbilisi  |
| 18 | C    | Slava Met'reveli     | 30 maggio 1936 (26 anni)   | -     | Torpedo Mosca   |
| 19 | A    | Viktor Ponedel'nik   | 22 maggio 1937 (25 anni)   | -     | SKA Rostov      |
| 20 | A    | Viktor Serebrjanikov | 29 marzo 1940 (22 anni)    | -     | Dinamo Kiev     |
| 21 | C    | Galimzjan Chusainov  | 27 giugno 1937 (24 anni)   | -     | Spartak Mosca   |
| 22 | C    | Igor' Čislenko       | 8 settembre 1939 (22 anni) | -     | Dinamo Mosca    |

### Jugoslavia
Commissario tecnico:  Ljubomir Lovrić e  Prvoslav Mihajlović
| N. | Pos. | Giocatore           | Data nascita (età)         | Pres. | Squadra            |
| -- | ---- | ------------------- | -------------------------- | ----- | ------------------ |
| 1  | P    | Milutin Šoškić      | 31 dicembre 1937 (24 anni) | -     | Partizan           |
| 2  | D    | Vladimir Durković   | 6 novembre 1937 (24 anni)  | -     | Stella Rossa       |
| 3  | D    | Fahrudin Jusufi     | 8 dicembre 1939 (22 anni)  | -     | Partizan           |
| 4  | D    | Petar Radaković     | 2 febbraio 1937 (25 anni)  | -     | NK Rijeka          |
| 5  | D    | Vlatko Marković     | 1º gennaio 1937 (25 anni)  | -     | Dinamo Zagabria    |
| 6  | C    | Vladimir Popović    | 17 marzo 1935 (27 anni)    | -     | Stella Rossa       |
| 7  | A    | Andrija Anković     | 16 luglio 1937 (24 anni)   | -     | Hajduk Spalato     |
| 8  | A    | Dragoslav Šekularac | 8 novembre 1937 (24 anni)  | -     | Stella Rossa       |
| 9  | A    | Dražan Jerković     | 6 agosto 1936 (25 anni)    | -     | Dinamo Zagabria    |
| 10 | A    | Milan Galić         | 8 marzo 1938 (24 anni)     | -     | Partizan           |
| 11 | A    | Josip Skoblar       | 12 marzo 1941 (21 anni)    | -     | OFK Belgrado       |
| 12 | P    | Srboljub Krivokuća  | 14 marzo 1928 (34 anni)    | -     | OFK Belgrado       |
| 13 | D    | Slavko Svinjarević  | 16 aprile 1935 (27 anni)   | -     | Vojvodina Novi Sad |
| 14 | D    | Vasilije Šijaković  | 31 luglio 1929 (32 anni)   | -     | OFK Belgrado       |
| 15 | C    | Željko Matuš        | 9 agosto 1935 (26 anni)    | -     | Dinamo Zagabria    |
| 16 | C    | Muhamed Mujić       | 25 aprile 1932 (30 anni)   | -     | Velez Mostar       |
| 17 | C    | Vojislav Melić      | 5 gennaio 1940 (22 anni)   | -     | Stella Rossa       |
| 18 | A    | Vladimir Kovačević  | 7 gennaio 1940 (22 anni)   | -     | Partizan           |
| 19 | P    | Mirko Stojanović    | 11 giugno 1939 (22 anni)   | -     | Dinamo Zagabria    |
| 20 | D    | Žarko Nikolić       | 16 ottobre 1938 (23 anni)  | -     | Vojvodina Novi Sad |
| 21 | A    | Nikola Stipić       | 18 dicembre 1937 (24 anni) | -     | Stella Rossa       |
| 22 | C    | Aleksandar Ivoš     | 28 giugno 1931 (30 anni)   | -     | Sloboda Tuzla      |

### Uruguay
Commissario tecnico:  Juan Carlos Corazzo
| N. | Pos. | Giocatore              | Data nascita (età)          | Pres. | Squadra                 |
| -- | ---- | ---------------------- | --------------------------- | ----- | ----------------------- |
| 1  | P    | Roberto Sosa           | 14 giugno 1935 (26 anni)    | -     | Club Nacional de Fútbol |
| 2  | D    | Horacio Troche         | 4 febbraio 1936 (26 anni)   | -     | Club Nacional de Fútbol |
| 3  | D    | Emilio Álvarez         | 10 febbraio 1939 (23 anni)  | -     | Club Nacional de Fútbol |
| 4  | D    | Omar Pedro Méndez      | 11 maggio 1938 (24 anni)    | -     | Club Nacional de Fútbol |
| 5  | C    | Néstor Gonçalves       | 27 aprile 1936 (26 anni)    | -     | C.A. Peñarol            |
| 6  | C    | Pedro Cubilla          | 25 agosto 1933 (28 anni)    | -     | Rampla Juniors          |
| 7  | A    | Domingo Pérez          | 7 giugno 1936 (25 anni)     | -     | Club Nacional de Fútbol |
| 8  | C    | Julio César Cortés     | 29 marzo 1941 (21 anni)     | -     | Sud América             |
| 9  | A    | José Sacía             | 27 dicembre 1933 (28 anni)  | -     | C.A. Peñarol            |
| 10 | C    | Pedro Rocha            | 3 dicembre 1942 (19 anni)   | -     | C.A. Peñarol            |
| 11 | A    | Luis Cubilla           | 28 marzo 1940 (22 anni)     | -     | C.A. Peñarol            |
| 12 | P    | Luis Maidana           | 22 febbraio 1934 (28 anni)  | -     | C.A. Peñarol            |
| 14 | D    | William Martínez       | 13 gennaio 1928 (34 anni)   | -     | C.A. Peñarol            |
| 15 | D    | Rubén Soria            | 23 gennaio 1935 (27 anni)   | -     | C.A. Cerro              |
| 16 | C    | Edgardo González       | 30 settembre 1936 (25 anni) | -     | C.A. Peñarol            |
| 17 | D    | Rubén González         | 17 luglio 1939 (22 anni)    | -     | Club Nacional de Fútbol |
| 18 | D    | Eliseo Álvarez         | 9 agosto 1940 (21 anni)     | -     | Club Nacional de Fútbol |
| 19 | C    | Ronald Langón          | 6 agosto 1939 (22 anni)     | -     | Defensor Sporting Club  |
| 20 | A    | Mario Ludovico Bergara | 1º dicembre 1937 (24 anni)  | -     | Club Nacional de Fútbol |
| 21 | A    | Carlos Héctor Silva    | 1º febbraio 1940 (22 anni)  | -     | Danubio F.C.            |
| 22 | A    | Ángel Cabrera          | 9 ottobre 1939 (22 anni)    | -     | Cerro Porteño           |
| 23 | A    | Guillermo Escalada     | 24 aprile 1936 (26 anni)    | -     | Club Nacional de Fútbol |

### Colombia
Commissario tecnico:  Adolfo Pedernera
| N. | Pos. | Giocatore              | Data nascita (età)          | Pres. | Squadra                |
| -- | ---- | ---------------------- | --------------------------- | ----- | ---------------------- |
| 1  | P    | Efraín Sánchez         | 26 febbraio 1926 (36 anni)  | -     | Atlético Nacional      |
| 2  | P    | Achito Vivas           | 1º marzo 1934 (28 anni)     | -     | Deportivo Pereira      |
| 3  | D    | Francisco Zuluaga      | 4 febbraio 1929 (33 anni)   | -     | Independiente Santa Fe |
| 4  | D    | Aníbal Alzate          | 31 gennaio 1933 (29 anni)   | -     | Deportes Tolima        |
| 5  | D    | Jaime González         | 1º aprile 1938 (24 anni)    | -     | América de Cali        |
| 6  | D    | Ignacio Calle          | 16 novembre 1930 (31 anni)  | -     | Atlético Nacional      |
| 7  | D    | Carlos Aponte          | 24 gennaio 1934 (28 anni)   | -     | Independiente Santa Fe |
| 8  | D    | Héctor Echeverri       | 10 aprile 1938 (24 anni)    | -     | Atlético Nacional      |
| 9  | C    | Jaime Silva            | 10 ottobre 1935 (26 anni)   | -     | Independiente Santa Fe |
| 10 | C    | Rolando Serrano        | 13 novembre 1938 (23 anni)  | -     | América de Cali        |
| 11 | D    | Óscar López Vázquez    | 2 aprile 1939 (23 anni)     | -     | Once Caldas            |
| 12 | C    | Hernando Tovar         | 17 settembre 1937 (24 anni) | -     | Independiente Santa Fe |
| 13 | A    | Germán Aceros          | 30 settembre 1938 (23 anni) | -     | Deportivo Cali         |
| 14 | A    | Luis Paz               | 25 giugno 1942 (19 anni)    | -     | América de Cali        |
| 15 | C    | Marcos Coll            | 23 agosto 1935 (26 anni)    | -     | América de Cali        |
| 16 | A    | Ignacio Pérez          | 19 dicembre 1934 (27 anni)  | -     | Once Caldas            |
| 17 | A    | Marino Klinger         | 7 febbraio 1936 (26 anni)   | -     | Millonarios            |
| 18 | A    | Eusebio Escobar        | 2 luglio 1936 (25 anni)     | -     | Deportivo Pereira      |
| 19 | A    | Delio Gamboa           | 28 gennaio 1936 (26 anni)   | -     | Millonarios            |
| 20 | A    | Antonio Rada           | 13 giugno 1937 (24 anni)    | -     | Deportivo Pereira      |
| 21 | A    | Héctor González Garzón | 7 luglio 1937 (24 anni)     | -     | Independiente Santa Fe |
| 22 | A    | Jairo Arias            | 2 novembre 1938 (23 anni)   | -     | Atlético Nacional      |

## Gruppo 2

### Germania Ovest
Commissario tecnico:  Sepp Herberger
| N. | Pos. | Giocatore               | Data nascita (età)          | Pres. | Squadra                  |
| -- | ---- | ----------------------- | --------------------------- | ----- | ------------------------ |
| 1  | P    | Hans Tilkowski          | 12 luglio 1935 (26 anni)    | -     | Westfalia Herne          |
| 2  | D    | Herbert Erhardt         | 6 luglio 1930 (31 anni)     | -     | Greuther Fürth           |
| 3  | D    | Karl-Heinz Schnellinger | 31 marzo 1939 (23 anni)     | -     | Colonia                  |
| 4  | D    | Willi Schulz            | 4 ottobre 1938 (23 anni)    | -     | Schalke 04               |
| 5  | D    | Leo Wilden              | 3 luglio 1936 (25 anni)     | -     | Colonia                  |
| 6  | C    | Horst Szymaniak         | 29 agosto 1934 (27 anni)    | -     | Catania                  |
| 7  | C    | Willi Koslowski         | 17 febbraio 1937 (25 anni)  | -     | Schalke 04               |
| 8  | A    | Helmut Haller           | 21 luglio 1939 (22 anni)    | -     | BC Augsburg              |
| 9  | A    | Uwe Seeler              | 5 novembre 1936 (25 anni)   | -     | Amburgo                  |
| 10 | C    | Albert Brülls           | 26 marzo 1937 (25 anni)     | -     | Borussia Mönchengladbach |
| 11 | A    | Hans Schäfer            | 19 ottobre 1927 (34 anni)   | -     | Colonia                  |
| 12 | D    | Hans Nowak              | 9 agosto 1937 (24 anni)     | -     | Schalke 04               |
| 13 | D    | Jürgen Kurbjuhn         | 26 luglio 1940 (21 anni)    | -     | Amburgo                  |
| 14 | D    | Jürgen Werner           | 15 agosto 1935 (26 anni)    | -     | Amburgo                  |
| 15 | C    | Willi Giesemann         | 2 settembre 1937 (24 anni)  | -     | Bayern München           |
| 16 | C    | Hans Sturm              | 3 settembre 1934 (27 anni)  | -     | Colonia                  |
| 17 | A    | Engelbert Kraus         | 30 luglio 1934 (27 anni)    | -     | Kickers Offenbach        |
| 18 | C    | Günther Herrmann        | 1º settembre 1939 (22 anni) | -     | Karlsruher SC            |
| 19 | A    | Heinz Strehl            | 20 luglio 1938 (23 anni)    | -     | 1. FC Nürnberg           |
| 20 | A    | Heinz Vollmar           | 26 aprile 1936 (26 anni)    | -     | 1. FC Saarbrücken        |
| 21 | P    | Günter Sawitzki         | 22 novembre 1932 (29 anni)  | -     | Stoccarda                |
| 22 | P    | Wolfgang Fahrian        | 31 maggio 1941 (20 anni)    | -     | TSG Ulm 1846             |

### Cile
Commissario tecnico:  Fernando Riera
| N. | Pos. | Giocatore                  | Data nascita (età)         | Pres. | Squadra              |
| -- | ---- | -------------------------- | -------------------------- | ----- | -------------------- |
| 1  | P    | Misael Escuti              | 20 dicembre 1926 (35 anni) | -     | Colo-Colo            |
| 2  | D    | Luis Eyzaguirre            | 22 giugno 1939 (22 anni)   | -     | Universidad de Chile |
| 3  | D    | Raúl Sánchez               | 26 ottobre 1933 (28 anni)  | -     | Santiago Wanderers   |
| 4  | D    | Sergio Navarro             | 20 novembre 1936 (25 anni) | -     | Universidad de Chile |
| 5  | D    | Carlos Contreras Guillaume | 7 ottobre 1938 (23 anni)   | -     | Universidad de Chile |
| 6  | C    | Eladio Rojas               | 8 novembre 1934 (27 anni)  | -     | Everton              |
| 7  | A    | Jaime Ramírez              | 14 agosto 1931 (30 anni)   | -     | Universidad de Chile |
| 8  | C    | Jorge Toro                 | 10 gennaio 1939 (23 anni)  | -     | Colo-Colo            |
| 9  | A    | Honorino Landa             | 1º giugno 1942 (19 anni)   | -     | Unión Española       |
| 10 | A    | Alberto Fouillioux         | 22 novembre 1940 (21 anni) | -     | Universidad Católica |
| 11 | A    | Leonel Sánchez             | 25 aprile 1936 (26 anni)   | -     | Universidad de Chile |
| 12 | P    | Adán Godoy                 | 26 novembre 1936 (25 anni) | -     | Santiago Morning     |
| 13 | D    | Sergio Valdés              | 22 giugno 1935 (26 anni)   | -     | Universidad Católica |
| 14 | D    | Hugo Lepe                  | 8 aprile 1934 (28 anni)    | -     | Universidad de Chile |
| 15 | D    | Manuel Rodríguez           | 18 gennaio 1938 (24 anni)  | -     | Unión Española       |
| 16 | D    | Humberto Cruz              | 8 dicembre 1939 (22 anni)  | -     | Colo-Colo            |
| 17 | C    | Mario Ortiz                | 28 gennaio 1936 (26 anni)  | -     | Colo-Colo            |
| 18 | A    | Mario Moreno               | 31 dicembre 1935 (26 anni) | -     | Colo-Colo            |
| 19 | A    | Braulio Musso              | 8 marzo 1930 (32 anni)     | -     | Universidad de Chile |
| 20 | A    | Carlos Campos              | 14 febbraio 1937 (25 anni) | -     | Universidad de Chile |
| 21 | A    | Armando Tobar              | 7 giugno 1938 (23 anni)    | -     | Universidad Católica |
| 22 | P    | Manuel Astorga Carreño     | 15 maggio 1937 (25 anni)   | -     | Universidad de Chile |

### Italia
Commissario tecnico:  Paolo Mazza e Giovanni Ferrari
| N. | Pos. | Giocatore            | Data nascita (età)         | Pres. | Squadra                    |
| -- | ---- | -------------------- | -------------------------- | ----- | -------------------------- |
| 1  | P    | Lorenzo Buffon       | 19 dicembre 1929 (32 anni) | 13    | Internazionale Milano F.C. |
| 2  | D    | Giacomo Losi         | 9 novembre 1935 (26 anni)  | 9     | Roma                       |
| 3  | C    | Luigi Radice         | 15 gennaio 1935 (27 anni)  | 2     | Milan                      |
| 4  | D    | Sandro Salvadore     | 29 novembre 1939 (22 anni) | 5     | Milan                      |
| 5  | D    | Cesare Maldini       | 5 febbraio 1932 (30 anni)  | 6     | Milan                      |
| 6  | C    | Giovanni Trapattoni  | 17 marzo 1937 (25 anni)    | 7     | Milan                      |
| 7  | A    | Bruno Mora           | 29 marzo 1937 (25 anni)    | 9     | Juventus                   |
| 8  | C    | Humberto Maschio     | 10 febbraio 1933 (29 anni) | 1     | Atalanta B.C.              |
| 9  | A    | José Altafini        | 24 luglio 1938 (23 anni)   | 4     | Milan                      |
| 10 | A    | Omar Sívori          | 2 ottobre 1935 (26 anni)   | 7     | Juventus                   |
| 11 | A    | Giampaolo Menichelli | 29 giugno 1938 (23 anni)   | 2     | Roma                       |
| 12 | P    | Carlo Mattrel        | 14 aprile 1937 (25 anni)   | 1     | Palermo                    |
| 13 | P    | Enrico Albertosi     | 2 novembre 1939 (22 anni)  | 1     | ACF Fiorentina             |
| 14 | C    | Gianni Rivera        | 18 agosto 1943 (18 anni)   | 1     | Milan                      |
| 15 | A    | Angelo Sormani       | 3 luglio 1939 (22 anni)    | 0     | A.C. Mantova               |
| 16 | D    | Enzo Robotti         | 13 giugno 1935 (26 anni)   | 6     | ACF Fiorentina             |
| 17 | A    | Ezio Pascutti        | 1º giugno 1937 (24 anni)   | 1     | Bologna F.C. 1909          |
| 18 | D    | Mario David          | 13 marzo 1934 (28 anni)    | 2     | Milan                      |
| 19 | D    | Francesco Janich     | 27 marzo 1937 (25 anni)    | 0     | Bologna F.C. 1909          |
| 20 | C    | Paride Tumburus      | 8 marzo 1939 (23 anni)     | 0     | Bologna F.C. 1909          |
| 21 | C    | Giorgio Ferrini      | 18 agosto 1939 (22 anni)   | 1     | Torino F.C.                |
| 22 | C    | Giacomo Bulgarelli   | 24 ottobre 1940 (21 anni)  | 0     | Bologna F.C. 1909          |

### Svizzera
Commissario tecnico:  Karl Rappan
| N. | Pos. | Giocatore         | Data nascita (età)          | Pres. | Squadra                 |
| -- | ---- | ----------------- | --------------------------- | ----- | ----------------------- |
| 1  | P    | Karl Elsener      | 13 agosto 1934 (27 anni)    | -     | Grasshopper Club Zürich |
| 2  | P    | Antonio Permunian | 15 agosto 1930 (31 anni)    | -     | Lucerna                 |
| 3  | P    | Kurt Stettler     | 21 agosto 1932 (29 anni)    | -     | Basilea                 |
| 4  | D    | Willy Kernen      | 6 agosto 1929 (32 anni)     | -     | FC La Chaux-de-Fonds    |
| 5  | D    | Fritz Morf        | 29 gennaio 1928 (34 anni)   | -     | FC Grenchen             |
| 6  | D    | Peter Rösch       | 15 settembre 1930 (31 anni) | -     | Servette                |
| 7  | D    | Heinz Schneiter   | 12 aprile 1935 (27 anni)    | -     | Young Boys Berna        |
| 8  | D    | Ely Tacchella     | 25 maggio 1936 (26 anni)    | -     | Lausanne Sports         |
| 9  | D    | André Grobéty     | 22 giugno 1933 (28 anni)    | -     | Lausanne Sports         |
| 10 | D    | Fritz Kehl        | 12 luglio 1937 (24 anni)    | -     | FC Zurich               |
| 11 | D    | Eugen Meier       | 30 aprile 1930 (32 anni)    | -     | Young Boys Berna        |
| 12 | A    | Marcel Vonlanden  | 8 settembre 1933 (28 anni)  | -     | Lausanne Sports         |
| 13 | C    | Hans Weber        | 8 settembre 1934 (27 anni)  | -     | Basilea                 |
| 14 | C    | Anton Allemann    | 6 gennaio 1936 (26 anni)    | -     | A.C. Mantova            |
| 15 | A    | Charles Antenen   | 3 novembre 1929 (32 anni)   | -     | FC La Chaux-de-Fonds    |
| 16 | A    | Richard Dürr      | 1º dicembre 1938 (23 anni)  | -     | Lausanne Sports         |
| 17 | A    | Norbert Eschmann  | 19 marzo 1933 (29 anni)     | -     | Stade Français          |
| 18 | A    | Philippe Pottier  | 9 luglio 1938 (23 anni)     | -     | Stade Français          |
| 19 | A    | Gilbert Rey       | 30 ottobre 1930 (31 anni)   | -     | Lausanne Sports         |
| 20 | C    | Roger Vonlanthen  | 13 febbraio 1929 (33 anni)  | -     | Lausanne Sports         |
| 21 | A    | Rolf Wüthrich     | 4 settembre 1938 (23 anni)  | -     | Servette                |
| 22 | A    | Roberto Frigerio  | 16 maggio 1938 (24 anni)    | -     | FC La Chaux-de-Fonds    |

## Gruppo 3

### Brasile
Commissario tecnico:  Aymoré Moreira
| N. | Pos. | Giocatore     | Data nascita (età)         | Pres. | Squadra      |
| -- | ---- | ------------- | -------------------------- | ----- | ------------ |
| 1  | P    | Gilmar        | 22 agosto 1930 (31 anni)   | -     | Santos FC    |
| 2  | D    | Djalma Santos | 27 febbraio 1929 (33 anni) | -     | Palmeiras    |
| 3  | D    | Mauro         | 30 agosto 1930 (31 anni)   | -     | Santos FC    |
| 4  | C    | Zito          | 18 agosto 1932 (29 anni)   | -     | Santos FC    |
| 5  | D    | Zózimo        | 19 giugno 1932 (29 anni)   | -     | Bangu AC     |
| 6  | D    | Nílton Santos | 16 maggio 1925 (37 anni)   | -     | Botafogo     |
| 7  | A    | Garrincha     | 28 ottobre 1933 (28 anni)  | -     | Botafogo     |
| 8  | C    | Didi          | 8 ottobre 1929 (32 anni)   | -     | Botafogo     |
| 9  | A    | Coutinho      | 11 giugno 1943 (18 anni)   | -     | Santos FC    |
| 10 | A    | Pelé          | 23 ottobre 1940 (21 anni)  | -     | Santos FC    |
| 11 | A    | Pepe          | 25 febbraio 1935 (27 anni) | -     | Santos FC    |
| 12 | D    | Jair Marinho  | 17 luglio 1936 (25 anni)   | -     | Fluminense   |
| 13 | D    | Bellini       | 7 giugno 1930 (31 anni)    | -     | São Paulo FC |
| 14 | D    | Jurandir      | 12 novembre 1940 (21 anni) | -     | São Paulo FC |
| 15 | D    | Altair        | 21 gennaio 1938 (24 anni)  | -     | Fluminense   |
| 16 | C    | Zequinha      | 18 novembre 1934 (27 anni) | -     | Palmeiras    |
| 17 | C    | Mengálvio     | 17 dicembre 1939 (22 anni) | -     | Santos FC    |
| 18 | A    | Jair da Costa | 9 luglio 1940 (21 anni)    | -     | Portuguesa   |
| 19 | A    | Vavá          | 12 novembre 1934 (27 anni) | -     | Palmeiras    |
| 20 | A    | Amarildo      | 29 giugno 1939 (22 anni)   | -     | Botafogo     |
| 21 | A    | Zagallo       | 9 agosto 1931 (30 anni)    | -     | Botafogo     |
| 22 | P    | Castilho      | 27 novembre 1927 (34 anni) | -     | Fluminense   |

### Cecoslovacchia
Commissario tecnico:  Rudolf Vytlačil
| N. | Pos. | Giocatore           | Data nascita (età)          | Pres. | Squadra                |
| -- | ---- | ------------------- | --------------------------- | ----- | ---------------------- |
| 1  | P    | Viliam Schrojf      | 2 agosto 1931 (30 anni)     | -     | Slovan Bratislava      |
| 2  | D    | Jan Lála            | 10 settembre 1936 (25 anni) | -     | Dynamo Praha           |
| 3  | D    | Ján Popluhár        | 12 agosto 1935 (26 anni)    | -     | Slovan Bratislava      |
| 4  | D    | Ladislav Novák      | 5 dicembre 1931 (30 anni)   | -     | Dukla Praha            |
| 5  | D    | Svatopluk Pluskal   | 28 ottobre 1930 (31 anni)   | -     | Dukla Praha            |
| 6  | C    | Josef Masopust      | 9 febbraio 1931 (31 anni)   | -     | Dukla Praha            |
| 7  | C    | Jozef Štibrányi     | 11 aprile 1940 (22 anni)    | -     | Spartak Trnava         |
| 8  | A    | Adolf Scherer       | 5 maggio 1938 (24 anni)     | -     | CH Bratislava          |
| 9  | A    | Pavol Molnár        | 13 febbraio 1936 (26 anni)  | -     | Slovan Bratislava      |
| 10 | A    | Jozef Adamec        | 26 febbraio 1942 (20 anni)  | -     | Dukla Praha            |
| 11 | A    | Josef Jelínek       | 9 gennaio 1941 (21 anni)    | -     | Dukla Praha            |
| 12 | D    | Jiří Tichý          | 6 dicembre 1933 (28 anni)   | -     | CH Bratislava          |
| 13 | P    | František Schmucker | 28 gennaio 1940 (22 anni)   | -     | RH Brno                |
| 14 | A    | Václav Mašek        | 21 marzo 1941 (21 anni)     | -     | Spartak Praha Sokolovo |
| 15 | A    | Vladimír Koiš       | 9 agosto 1935 (26 anni)     | -     | ČKD Praha              |
| 16 | D    | Titus Buberník      | 12 ottobre 1933 (28 anni)   | -     | CH Bratislava          |
| 17 | A    | Tomáš Pospíchal     | 26 giugno 1936 (25 anni)    | -     | Baník Ostrava          |
| 18 | A    | Josef Kadraba       | 29 settembre 1933 (28 anni) | -     | SONP Kladno            |
| 19 | A    | Andrej Kvašňák      | 19 maggio 1936 (26 anni)    | -     | Spartak Praha Sokolovo |
| 20 | A    | Jaroslav Borovička  | 26 gennaio 1931 (31 anni)   | -     | Dukla Praha            |
| 21 | D    | Jozef Bomba         | 30 marzo 1939 (23 anni)     | -     | Tatran Prešov          |
| 22 | P    | Pavel Kouba         | 1º settembre 1938 (23 anni) | -     | Dukla Praha            |

### Messico
Commissario tecnico:  Ignacio Tréllez
| N. | Pos. | Giocatore               | Data nascita (età)          | Pres. | Squadra               |
| -- | ---- | ----------------------- | --------------------------- | ----- | --------------------- |
| 1  | P    | Antonio Carbajal        | 7 giugno 1929 (32 anni)     | -     | Club León             |
| 2  | D    | Jesús del Muro          | 30 novembre 1937 (24 anni)  | -     | CF Atlas              |
| 3  | D    | Guillermo Sepúlveda     | 28 febbraio 1934 (28 anni)  | -     | Chivas de Guadalajara |
| 4  | D    | José Villegas           | 20 giugno 1934 (27 anni)    | -     | Chivas de Guadalajara |
| 5  | D    | Raúl Cárdenas           | 30 ottobre 1928 (33 anni)   | -     | CD Zacatapec          |
| 6  | C    | Pedro Nájera            | 3 febbraio 1929 (33 anni)   | -     | Club América          |
| 7  | A    | Alfredo del Aguila      | 3 gennaio 1935 (27 anni)    | -     | Club Toluca           |
| 8  | C    | Salvador Reyes          | 20 settembre 1936 (25 anni) | -     | Chivas de Guadalajara |
| 9  | A    | Héctor Hernández García | 6 dicembre 1935 (26 anni)   | -     | Chivas de Guadalajara |
| 10 | A    | Guillermo Ortíz         | 25 giugno 1940 (21 anni)    | -     | Necaxa                |
| 11 | A    | Isidoro Díaz            | 14 marzo 1940 (22 anni)     | -     | Chivas de Guadalajara |
| 12 | P    | Jaime Gómez             | 29 dicembre 1929 (32 anni)  | -     | Chivas de Guadalajara |
| 13 | D    | Arturo Chaires          | 14 marzo 1937 (25 anni)     | -     | Chivas de Guadalajara |
| 14 | C    | Pedro Romero            | 12 aprile 1937 (25 anni)    | -     | Club Toluca           |
| 15 | D    | Ignacio Jáuregui        | 31 luglio 1938 (23 anni)    | -     | CF Atlas              |
| 16 | C    | Salvador Farfán         | 22 giugno 1932 (29 anni)    | -     | Atlante               |
| 17 | A    | Felipe Ruvalcaba        | 16 febbraio 1941 (21 anni)  | -     | Oro                   |
| 18 | A    | Alfredo Hernández       | 18 giugno 1935 (26 anni)    | -     | Monterrey             |
| 19 | A    | Antonio Jasso           | 11 marzo 1935 (27 anni)     | -     | Club América          |
| 20 | C    | Mario Velarde           | 29 marzo 1940 (22 anni)     | -     | Necaxa                |
| 21 | A    | Alberto Baeza           | 6 dicembre 1938 (23 anni)   | -     | Necaxa                |
| 22 | P    | Antonio Mota            | 26 gennaio 1939 (23 anni)   | -     | Oro                   |

### Spagna
Commissario tecnico:  Helenio Herrera
| N. | Pos. | Giocatore             | Data nascita (età)          | Pres. | Squadra                    |
| -- | ---- | --------------------- | --------------------------- | ----- | -------------------------- |
| 1  | P    | José Araquistáin      | 4 marzo 1937 (25 anni)      | -     | Real Madrid                |
| 2  | P    | Salvador Sadurní      | 3 aprile 1941 (21 anni)     | -     | Barcellona                 |
| 3  | P    | Carmelo               | 6 dicembre 1930 (31 anni)   | -     | Athletic Bilbao            |
| 4  | A    | Enrique Collar        | 2 novembre 1934 (27 anni)   | -     | Atlético Madrid            |
| 5  | C    | Luis del Sol          | 6 aprile 1935 (27 anni)     | -     | Real Madrid                |
| 6  | A    | Alfredo Di Stéfano    | 4 luglio 1926 (35 anni)     | -     | Real Madrid                |
| 7  | D    | Luis María Echeberría | 24 marzo 1940 (22 anni)     | -     | Athletic Bilbao            |
| 8  | C    | Jesús Garay           | 10 settembre 1930 (31 anni) | -     | Barcellona                 |
| 9  | A    | Francisco Gento       | 21 ottobre 1933 (28 anni)   | -     | Real Madrid                |
| 10 | D    | Sígfrid Gràcia        | 27 marzo 1932 (30 anni)     | -     | Barcellona                 |
| 11 | D    | Feliciano Rivilla     | 21 agosto 1936 (25 anni)    | -     | Atlético Madrid            |
| 12 | A    | Joaquín Peiró         | 29 gennaio 1936 (26 anni)   | -     | Atlético Madrid            |
| 13 | D    | Pachín                | 28 dicembre 1938 (23 anni)  | -     | Real Madrid                |
| 14 | A    | Ferenc Puskás         | 2 aprile 1927 (35 anni)     | -     | Real Madrid                |
| 15 | A    | Eulogio Martínez      | 11 giugno 1935 (26 anni)    | -     | Barcellona                 |
| 16 | D    | Severino Reija        | 25 novembre 1938 (23 anni)  | -     | Real Zaragoza              |
| 17 | D    | Rodri                 | 8 marzo 1934 (28 anni)      | -     | Barcellona                 |
| 18 | A    | Adelardo              | 26 settembre 1939 (22 anni) | -     | Atlético Madrid            |
| 19 | D    | José Santamaría       | 31 luglio 1929 (32 anni)    | -     | Real Madrid                |
| 20 | D    | Joan Segarra          | 15 novembre 1927 (34 anni)  | -     | Barcellona                 |
| 21 | A    | Luis Suárez           | 2 maggio 1935 (27 anni)     | -     | Internazionale Milano F.C. |
| 22 | C    | Martí Vergés          | 8 marzo 1934 (28 anni)      | -     | Barcellona                 |

## Gruppo 4

### Ungheria
Commissario tecnico:  Lajos Baróti
| N. | Pos. | Giocatore          | Data nascita (età)          | Pres. | Squadra            |
| -- | ---- | ------------------ | --------------------------- | ----- | ------------------ |
| 1  | P    | Gyula Grosics      | 4 febbraio 1926 (36 anni)   | -     | Tatabányai Bányász |
| 2  | D    | Sándor Mátrai      | 20 novembre 1932 (29 anni)  | -     | Ferencvárosi TC    |
| 3  | D    | Kálmán Mészöly     | 16 luglio 1941 (20 anni)    | -     | Vasas SC           |
| 4  | D    | László Sárosi      | 27 febbraio 1932 (30 anni)  | -     | Vasas SC           |
| 5  | D    | Ernő Solymosi      | 21 settembre 1940 (21 anni) | -     | Újpesti Dózsa      |
| 6  | C    | Ferenc Sipos       | 13 dicembre 1932 (29 anni)  | -     | MTK-Hungária       |
| 7  | A    | Károly Sándor      | 29 novembre 1928 (33 anni)  | -     | MTK-Hungária       |
| 8  | A    | János Göröcs       | 8 maggio 1939 (23 anni)     | -     | Újpesti Dozsa      |
| 9  | A    | Flórián Albert     | 15 settembre 1941 (20 anni) | -     | Ferencvárosi TC    |
| 10 | C    | Lajos Tichy        | 21 marzo 1935 (27 anni)     | -     | Budapest Honvéd FC |
| 11 | A    | Máté Fenyvesi      | 20 settembre 1933 (28 anni) | -     | Ferencvárosi TC    |
| 12 | D    | Kálmán Sóvári      | 21 dicembre 1940 (21 anni)  | -     | Újpesti Dózsa      |
| 13 | D    | Kálmán Ihász       | 6 marzo 1941 (21 anni)      | -     | Vasas SC           |
| 14 | C    | István Nagy        | 14 aprile 1939 (23 anni)    | -     | MTK-Hungária       |
| 15 | C    | Iván Menczel       | 14 dicembre 1941 (20 anni)  | -     | Salgótarjáni BTC   |
| 16 | A    | János Farkas       | 27 marzo 1942 (20 anni)     | -     | Vasas SC           |
| 17 | A    | Gyula Rákosi       | 9 ottobre 1938 (23 anni)    | -     | Ferencvárosi TC    |
| 18 | A    | Tivadar Monostori  | 24 agosto 1936 (25 anni)    | -     | Dorogi Bányász     |
| 19 | A    | Béla Kuhárszki     | 20 aprile 1940 (22 anni)    | -     | Újpesti Dózsa      |
| 20 | A    | László Bödör       | 17 agosto 1933 (28 anni)    | -     | MTK-Hungária       |
| 21 | P    | Antal Szentmihályi | 3 giugno 1937 (24 anni)     | -     | Vasas SC           |
| 22 | P    | István Ilku        | 6 marzo 1933 (29 anni)      | -     | Dorogi Bányász     |

### Inghilterra
Commissario tecnico:  Walter Winterbottom
| N. | Pos. | Giocatore       | Data nascita (età)          | Pres. | Squadra                               |
| -- | ---- | --------------- | --------------------------- | ----- | ------------------------------------- |
| 1  | P    | Ron Springett   | 22 luglio 1935 (26 anni)    | -     | Sheffield Wednesday F.C.              |
| 2  | D    | Jimmy Armfield  | 2 settembre 1935 (26 anni)  | -     | Blackpool                             |
| 3  | D    | Ray Wilson      | 17 dicembre 1934 (27 anni)  | -     | Huddersfield Town F.C.                |
| 4  | A    | Bobby Robson    | 18 febbraio 1933 (29 anni)  | -     | West Bromwich Albion F.C.             |
| 5  | C    | Peter Swan      | 8 ottobre 1936 (25 anni)    | -     | Sheffield Wednesday F.C.              |
| 6  | C    | Ron Flowers     | 28 luglio 1934 (27 anni)    | -     | Wolverhampton Wanderers Football Club |
| 7  | C    | John Connelly   | 18 luglio 1938 (23 anni)    | -     | Burnley F.C.                          |
| 8  | A    | Jimmy Greaves   | 20 febbraio 1940 (22 anni)  | -     | Tottenham                             |
| 9  | A    | Gerry Hitchens  | 8 ottobre 1934 (27 anni)    | -     | Internazionale Milano F.C.            |
| 10 | A    | Johnny Haynes   | 17 ottobre 1934 (27 anni)   | -     | Fulham                                |
| 11 | A    | Bobby Charlton  | 11 ottobre 1937 (24 anni)   | -     | Manchester Utd                        |
| 12 | P    | Alan Hodgkinson | 16 agosto 1936 (25 anni)    | -     | Sheffield United F.C.                 |
| 13 | A    | Derek Kevan*    | 6 marzo 1935 (27 anni)      | -     | West Bromwich Albion F.C.             |
| 14 | C    | Stan Anderson   | 27 febbraio 1933 (29 anni)  | -     | Sunderland F.C.                       |
| 15 | D    | Maurice Norman  | 8 maggio 1934 (28 anni)     | -     | Tottenham                             |
| 16 | D    | Bobby Moore     | 12 aprile 1941 (21 anni)    | -     | West Ham United F.C.                  |
| 17 | C    | Bryan Douglas   | 27 maggio 1934 (28 anni)    | -     | Blackburn                             |
| 18 | A    | Roger Hunt      | 20 luglio 1938 (23 anni)    | -     | Liverpool                             |
| 19 | A    | Alan Peacock    | 29 ottobre 1937 (24 anni)   | -     | Middlesbrough                         |
| 20 | C    | George Eastham  | 23 settembre 1936 (25 anni) | -     | Arsenal                               |
| 21 | D    | Don Howe        | 12 ottobre 1935 (26 anni)   | -     | West Bromwich Albion F.C.             |
| 22 | P    | Gordon Banks*   | 30 dicembre 1937 (24 anni)  | -     | Leicester City F.C.                   |

*Secondo alcune fonti soltanto 20 giocatori presero effettivamente parte alla trasferta cilena, mentre Gordon Banks e Derek Kevan sarebbero rimasti in patria come riserve a disposizione.

### Argentina
Commissario tecnico:  Juan Carlos Lorenzo
| N. | Pos. | Giocatore            | Data nascita (età)         | Pres. | Squadra                              |
| -- | ---- | -------------------- | -------------------------- | ----- | ------------------------------------ |
| 1  | P    | Antonio Roma         | 13 luglio 1932 (29 anni)   | -     | Boca Juniors                         |
| 2  | D    | José Ramos Delgado   | 26 agosto 1935 (26 anni)   | -     | Club Atlético River Plate            |
| 3  | D    | Silvio Marzolini     | 4 ottobre 1940 (21 anni)   | -     | Boca Juniors                         |
| 4  | D    | Alberto Sainz        | 13 dicembre 1937 (24 anni) | -     | Club Atlético River Plate            |
| 5  | C    | Federico Sacchi      | 9 agosto 1936 (25 anni)    | -     | Racing Club de Avellaneda            |
| 6  | D    | Raúl Páez            | 26 maggio 1937 (25 anni)   | -     | Club Atlético San Lorenzo de Almagro |
| 7  | A    | Héctor Facundo       | 2 novembre 1937 (24 anni)  | -     | Club Atlético San Lorenzo de Almagro |
| 8  | A    | Martín Pando         | 26 dicembre 1934 (27 anni) | -     | Club Atlético River Plate            |
| 9  | A    | Marcelo Pagani       | 19 agosto 1941 (20 anni)   | -     | Club Atlético River Plate            |
| 10 | A    | José Sanfilippo      | 4 maggio 1935 (27 anni)    | -     | Club Atlético San Lorenzo de Almagro |
| 11 | A    | Raúl Belén           | 1º luglio 1931 (30 anni)   | -     | Racing Club de Avellaneda            |
| 12 | P    | Rogelio Domínguez    | 9 marzo 1932 (30 anni)     | -     | Club Atlético River Plate            |
| 13 | C    | Óscar Pablo Rossi    | 27 luglio 1930 (31 anni)   | -     | Club Atlético San Lorenzo de Almagro |
| 14 | D    | Alberto Mariotti     | 23 agosto 1935 (26 anni)   | -     | Club Atlético San Lorenzo de Almagro |
| 15 | D    | Rubén Marino Navarro | 11 marzo 1933 (29 anni)    | -     | Club Atlético Independiente          |
| 16 | C    | Antonio Rattín       | 16 maggio 1937 (25 anni)   | -     | Boca Juniors                         |
| 17 | D    | José Rafael Albrecht | 28 agosto 1941 (20 anni)   | -     | Estudiantes de La Plata              |
| 18 | D    | Vladislao Cap        | 5 luglio 1934 (27 anni)    | -     | Club Atlético River Plate            |
| 19 | A    | Rubén Sosa           | 14 novembre 1936 (25 anni) | -     | Racing Club de Avellaneda            |
| 20 | A    | Juan Carlos Oleniak  | 4 marzo 1942 (20 anni)     | -     | Estudiantes de La Plata              |
| 21 | C    | Ramón Abeledo        | 29 aprile 1937 (25 anni)   | -     | Club Atlético Independiente          |
| 22 | A    | Alberto González     | 21 agosto 1941 (20 anni)   | -     | Boca Juniors                         |

### Bulgaria
Commissario tecnico:  Georgi Pačedžiev
| N. | Pos. | Giocatore           | Data nascita (età)         | Pres. | Squadra           |
| -- | ---- | ------------------- | -------------------------- | ----- | ----------------- |
| 1  | P    | Georgi Najdenov     | 21 dicembre 1931 (30 anni) | -     | CDNA Sofija       |
| 2  | D    | Kiril Rakarov       | 24 maggio 1932 (30 anni)   | -     | CDNA Sofija       |
| 3  | D    | Ivan Dimitrov       | 14 maggio 1935 (27 anni)   | -     | Lokomotiv Sofia   |
| 4  | D    | Stojan Kitov        | 27 agosto 1938 (23 anni)   | -     | Spartak Sofia     |
| 5  | D    | Dimităr Kostov      | 26 luglio 1936 (25 anni)   | -     | Levski Sofia      |
| 6  | C    | Nikola Kovačev      | 4 giugno 1934 (27 anni)    | -     | CDNA Sofija       |
| 7  | C    | Todor Diev          | 28 gennaio 1934 (28 anni)  | -     | Spartak Plovdiv   |
| 8  | D    | Dimităr Dimov       | 13 dicembre 1937 (24 anni) | -     | Spartak Plovdiv   |
| 9  | A    | Hristo Iliev        | 11 maggio 1936 (26 anni)   | -     | Levski Sofia      |
| 10 | A    | Ivan Kolev          | 1º novembre 1930 (31 anni) | -     | CDNA Sofija       |
| 11 | A    | Dimităr Jakimov     | 12 luglio 1941 (20 anni)   | -     | CDNA Sofija       |
| 12 | D    | Dobromir Žečev      | 12 novembre 1942 (19 anni) | -     | Spartak Sofia     |
| 13 | A    | Petăr Veličkov      | 8 agosto 1940 (21 anni)    | -     | Lokomotiv Sofia   |
| 14 | A    | Georgi Sokolov      | 19 giugno 1942 (19 anni)   | -     | Levski Sofia      |
| 15 | A    | Georgi Asparuhov    | 4 maggio 1943 (19 anni)    | -     | Botev Plovdiv     |
| 16 | C    | Aleksandăr Kostov   | 5 marzo 1938 (24 anni)     | -     | Levski Sofia      |
| 17 | C    | Pantelej Dimitrov   | 14 maggio 1935 (27 anni)   | -     | CDNA Sofija       |
| 18 | P    | Ivan Vasilev Ivanov | 10 aprile 1942 (20 anni)   | -     | Cherno More Varna |
| 19 | A    | Dinko Dermendžiev   | 2 giugno 1941 (20 anni)    | -     | Botev Plovdiv     |
| 20 | P    | Nikola Părčanov     | 16 febbraio 1934 (28 anni) | -     | Spartak Pleven    |
| 21 | A    | Panajot Panajotov   | 30 dicembre 1930 (31 anni) | -     | Stella Rossa      |
| 22 | C    | Georgi Nikolov      | 11 giugno 1937 (24 anni)   | -     | CDNA Sofija       |